# Alchemilla krylovii
Alchemilla krylovii är en rosväxtart som beskrevs av Sergei Vasilievich Juzepczuk. Alchemilla krylovii ingår i släktet daggkåpor, och familjen rosväxter. Utöver nominatformen finns också underarten A. k. mastodonta.